# ادگفیلد (لوئیزیانا)
ادگفیلد (به انگلیسی: Edgefield) شهری در ایالت لوئیزیانا کشور ایالات متحده آمریکا است که جمعیت آن در سرشماری سال ۲۰۱۰ میلادی، ۲۱۸ نفر بوده‌است.